# Orgeval (Yvelines)
 Orgeval  es una población y comuna francesa, en la región de Isla de Francia, departamento de Yvelines, en el distrito de Saint-Germain-en-Laye y cantón de Poissy-Sud.

## Demografía
| 1948 | 2106 | 3236 | 3936 | 4509 | 4801 |
| Para los censos de 1962 a 1999 la población legal corresponde a la población sin duplicidades (Fuente: INSEE [Consultar]) |      |      |      |      |      |